# Domina Noctis
I Domina Noctis sono un gruppo musicale italiano gothic-rock con influenze metal.

## Il gruppo
Domina Noctis in latino significa Signora della notte. Il gruppo si è formato nel 2001.
La band ha partecipato a vari eventi musicali come l'Italian Gothic Fest (Milano, 2006), il Dark Fest (Modena, 2007) e lo Ultimate Gothic Night (Gorizia, 2007).
Il gruppo ha effettuato il Russian Tour nel novembre del 2006, insieme alla formazione russa dei Dark Princess.
Nel 2005 i Domina Noctis si sono guadagnati il titolo di Terza Migliore Band dai lettori di Rock Hard Italia.

## Formazione
- Edera - voce
- Asher - chitarra
- Azog - basso
- Ruyen - Sinth e piano
- Niko - batteria

## Discografia

### Album
- 2005 Nocturnalight (Officina Rock Records/Masterpiece Distribution)
- 2008 Second Rose (BlackFading Records/Plastic Head Distribution)

### Demo e Promo
- 2001 Venus In a Dust Whirl
- 2003 Nevermore
- 2006 Play Me